# Sophie (1842)
El bergantín Sophie fue uno de los buques de la escuadra levantada por la Confederación Argentina en 1842 durante la Guerra Grande.

## Historia
No se conservan datos relativos a su compra. Sí un oficio de Guillermo Brown datado en el mes de abril de dicho año por el que comunica teniente 1° de marina Álvaro José de Alzogaray, su ayudante de órdenes y enlace con el Ministerio en Buenos Aires, su opinión favorable al nombramiento del capitán Juan Francisco Seguy para desempeñarse como comandante del buque.